# 馬登 (密西西比州)
馬登（英語：Madden）是位於美國密西西比州利克縣的非建制地區。

## 歷史
馬登的郵局自1880年營運至今。

## 地理
馬登所處的海拔為高於海平面135米（即443英呎），而該地所採用的時區為UTC-6，即北美中部時區（CST）。同時該地設有夏令時間，為UTC-6調快一小時，即UTC-5（CDT）。